# Paul Nanne
Paul Nanne (Haarlem, 17 april 1967) is een voormalig honkballer uit Nederland, die met de nationale ploeg als zesde eindigde bij de Olympische Spelen van Atlanta (1996). Zijn vier jaar jongere broer Tom speelde eveneens voor de nationale ploeg.
Nanne trad in mei 2004 aan als hoofdcoach van de Amsterdam Pirates. De voormalig werper van onder meer Kinheim, Haarlem Nicols, DSS en het Nederlandse team werd bij de Amsterdamse honkbalclub geassisteerd door Mike Crouwel en Ronald Stoovelaar. Eerder was hij onder meer werkzaam als pitching-coach bij de Amsterdam Expos, waar hij in mei 2000 werd herenigd met zijn broer Tom.
Nanne kwam in totaal 32 keer uit voor het Nederlandse team. Met Oranje nam hij niet alleen deel aan de Olympische Spelen van 1996, maar ook aan het Europees kampioenschap van 1989 en 1993. Sinds 2011 is Nanne hoofdcoach bij het eerste honkbalteam van het Haarlemse DSS, dat uitkomt in de overgangsklasse.
Johnny Balentina · 
Giel ten Bosch · 
Eric de Bruin · 
Peter Callenbach · 
Rob Cordemans · 
Jeffrey Cranston · 
Eddie Dix · 
Marlon Fluonia · 
Evert-Jan 't Hoen · 
Eelco Jansen · 
Marcel Joost · 
Adonis Kemp · 
Geoffrey Kohl · 
Marcel Kruijt · 
André van Maris · 
Edsel Martis · 
Paul Nanne · 
Tom Nanne · 
Byron Ward · 
Danny Wout